# The Promise (film 1912)
The Promise è un cortometraggio muto del 1912 diretto da Allan Dwan.

## Trama
Un giovane pescatore è lo sposo promesso di una ragazza che fa il suo stesso mestiere. Ma, quando incontra una ragazza che lavora con i mandriani, scoppia la passione.

## Produzione
Il film fu prodotto dalla Flying A (American Film Manufacturing Company).

## Distribuzione
Distribuito dalla Film Supply Company, il film - un cortometraggio in una bobina - uscì nelle sale cinematografiche USA il 14 ottobre 1912.